# 1747
Năm 1747 (số La Mã: MDCCXLVII) là một năm thường bắt đầu vào ngày Chủ nhật trong lịch Gregory (hoặc một năm thường bắt đầu vào thứ năm của lịch Julius chậm hơn 11 ngày).